# محمد بن مخلد سیستانی
محمد بن مخلد سیستانی از بزرگان علم و ادب و از نخستین شاعران ایران، معاصر یعقوب لیث صفاری(265-254ه.ق)بوده است.
وی در مدح یعقوی چنین سروده است:
جز تو نزاد حوا و آدم نکشت *** شیرنهادی به دل و بر منشت
معجز پیغمبر مکی تویی *** به کنش و به منش و به گوشت
فخر کند عمار روزی بزرگ *** کوهدانم من که یعقوب کشت

## جستار های وابسته
سیستان
شاعران سیستانی